# Beira Baixa (underregion)
Beira Baixa (svenska Södra Beira) är en statistisk underregion (NUTS 3) i mellersta Portugal.                                                                                                                                                            
Den är en del av den statistiska regionen Mellersta Portugal (NUTS 2).
Ytan uppgår till 4614,6 km² och befolkningen till 89 063  invånare.
Dess huvudort är Castelo Branco.
Underregionen Beira Baixa omfattar största delen av  distriktet Castelo Branco och sammanfaller geografiskt med Comunidade Intermunicipal da Beira Baixa ("Beira Baixas kommunalförbund"; ”CIM Beira Baixa”).

## Kommuner
Underregionen Beira Baixa omfattar 6 kommuner (concelhos).
- Castelo Branco
- Idanha-a-Nova
- Oleiros
- Penamacor
- Proença-a-Nova
- Vila Velha de Ródão

## Största orter
- Castelo Branco
- Idanha-a-Nova
- Proença-a-Nova
- Oleiros
- Penamacor
- Vila Velha de Ródão